# Edwin Duim
Edwin Duim (Zwolle, 26 april 1968) is een Nederlands voormalig voetballer die van 1984 tot 1994 uitkwam voor PEC Zwolle '82 en de opvolger FC Zwolle. Hij speelde als middenvelder.

## Statistieken
| Seizoen | Club           | Land      | Competitie     | Wed. | Goals |
| ------- | -------------- | --------- | -------------- | ---- | ----- |
| 1984/85 | PEC Zwolle '82 | Nederland | Eredivisie     | 4    | 0     |
| 1985/86 | PEC Zwolle '82 | Nederland | Eerste divisie | 2    | 0     |
| 1986/87 | PEC Zwolle '82 | Nederland | Eredivisie     | 21   | 0     |
| 1987/88 | PEC Zwolle '82 | Nederland | Eredivisie     | 18   | 2     |
| 1988/89 | PEC Zwolle '82 | Nederland | Eredivisie     | 34   | 1     |
| 1989/90 | PEC Zwolle '82 | Nederland | Eerste divisie | 33   | 2     |
| 1990/91 | FC Zwolle      | Nederland | Eerste divisie | 19   | 1     |
| 1991/92 | FC Zwolle      | Nederland | Eerste divisie | 27   | 7     |
| 1992/93 | FC Zwolle      | Nederland | Eerste divisie | 26   | 4     |
| 1993/94 | FC Zwolle      | Nederland | Eerste divisie | 26   | 3     |
| Totaal  | Totaal         | Totaal    | Totaal         | 210  | 20    |

## Interlandcarrière
Nederland –21
Op 18 oktober 1988 debuteerde Duim in het Nederland –21 in een kwalificatie wedstrijd tegen West-Duitsland –21 (0–2).
| Interlands van Edwin Duim     | Interlands van Edwin Duim     | Interlands van Edwin Duim     | Interlands van Edwin Duim     | Interlands van Edwin Duim     | Interlands van Edwin Duim     |
| №                             | Datum                         | Wedstrijd                     | Uitslag                       | Soort Wedstrijd               | Doelpunten                    |
| Als speler bij PEC Zwolle '82 | Als speler bij PEC Zwolle '82 | Als speler bij PEC Zwolle '82 | Als speler bij PEC Zwolle '82 | Als speler bij PEC Zwolle '82 | Als speler bij PEC Zwolle '82 |
| ----------------------------- | ----------------------------- | ----------------------------- | ----------------------------- | ----------------------------- | ----------------------------- |
| 1.                            | 18 oktober 1988               | Duitsland – Nederland         | 2 – 0                         | Kwalificatie EK –21 1990      | 0                             |
| 2.                            | 21 maart 1989                 | Nederland – Rusland           | 0 – 1                         | Vriendschappelijk             | 0                             |

Nederland –19
Op 16 oktober 1984 debuteerde Duim in het Nederland –19 in een vriendschappelijke wedstrijd tegen België –19 (1–3).
| Interlands van Edwin Duim     | Interlands van Edwin Duim     | Interlands van Edwin Duim                  | Interlands van Edwin Duim     | Interlands van Edwin Duim     | Interlands van Edwin Duim     |
| №                             | Datum                         | Wedstrijd                                  | Uitslag                       | Soort Wedstrijd               | Doelpunten                    |
| Als speler bij PEC Zwolle '82 | Als speler bij PEC Zwolle '82 | Als speler bij PEC Zwolle '82              | Als speler bij PEC Zwolle '82 | Als speler bij PEC Zwolle '82 | Als speler bij PEC Zwolle '82 |
| ----------------------------- | ----------------------------- | ------------------------------------------ | ----------------------------- | ----------------------------- | ----------------------------- |
| 1.                            | 16 oktober 1984               | België – Nederland                         | 3 – 1                         | Vriendschappelijk             | 0                             |
| 2.                            | 18 oktober 1984               | Nederland – Italië                         | 1 – 2                         | Vriendschappelijk             | 0                             |
| 3.                            | 20 oktober 1984               | Schotland – Nederland                      | 1 – 2                         | Vriendschappelijk             | 0                             |
| 4.                            | 21 november 1984              | België – Nederland                         | 3 – 1                         | Kwalificatie EK –18 1986      | 0                             |
| 5.                            | 27 februari 1985              | Duitse Democratische Republiek – Nederland | 3 – 1                         | Vriendschappelijk             | 0                             |
| 6.                            | 25 september 1985             | Duitse Democratische Republiek – Nederland | 1 – 3                         | Vriendschappelijk             | 0                             |
| 7.                            | 15 oktober 1985               | Italië – Nederland                         | 2 – 2                         | Vriendschappelijk             | 1                             |
| 8.                            | 17 oktober 1985               | Nederland – België                         | 1 – 1                         | Vriendschappelijk             | 0                             |
| 9.                            | 19 oktober 1985               | Nederland – Schotland                      | 0 – 1                         | Vriendschappelijk             | 0                             |
| 10.                           | 18 maart 1986                 | Nederland – Wales                          | 1 – 1                         | Kwalificatie EK –18 1986      | 1                             |